# Zygmunt Biel z Błeszna
Zygmunt Biel z Błeszna herbu Ostoja (zm. po 1453) – dziedzic Białej Małej, Libidzy i Jaworzna w ziemi wieluńskiej.

## Życiorys
Pochodził z Błeszna. Był synem Abla Biela z Błeszna herbu Ostoja, podkomorzego wieluńskiego. Jego stryjem był Henryk Biel z Błeszna, kanonik gnieźnieński, proboszcz częstochowski. Miał dwóch braci - Henryka i  Mikołaja. Jego małżonką była Elżbieta, córka Mikołaja z Mokrej. W roku 1453 zapisał jej 100 grzywien posagu i wiana na połowie dóbr dziedzicznych w Białej Małej i Libidzy.